# Sigeberht kelet-angliai király
Szent Sigebert (angolszászul SIGEBRYHT RÆDVVALDING ESTANGLE CYNING, mh. 636, Suffolk), Kelet-Anglia királya 629–634 között.
Eorpwald király (mh. 627) féltestvére anyja révén, Richberht királlyal (mh. 629) való rokonsága nem tisztázott. Trónra lépése előtt száműzetésben élt Galliában, ahol keresztény hitre tért és tanulmányokat folytatott. Visszatérésekor az anarchiába süllyedt Kelet-Anglia még pogány volt. Később lemondott testvére, Ecgric javára, és kolostorba vonult. Amikor azonban Penda, merciai király (mh. 655) az országra támadt, visszahívták. Ecgrickel együtt esett el a Penda ellen vívott ütközetben.